# Weather Underground (serviço de meteorologia)
Weather Underground é um serviço comercial de meteorologia que fornece informações meteorológicas em tempo real pela Internet. Weather Underground fornece relatórios meteorológicos para a maioria das principais cidades do mundo em seu site, bem como relatórios meteorológicos locais para jornais e sites de terceiros. Suas informações vêm do National Weather Service (NWS) e de mais de 250.000 estações meteorológicas pessoais (PWS). O site está disponível em vários idiomas e os clientes podem acessar uma versão sem anúncios do site com recursos adicionais por uma taxa anual. Weather Underground é propriedade da The Weather Company, uma subsidiária da IBM.

## História
A empresa está sediada em San Francisco, Califórnia, e foi fundada em 1995 como um desdobramento do banco de dados meteorológico da Internet da Universidade de Michigan. O nome é uma referência ao grupo de estudantes radicais militantes da década de 1960, o Weather Underground, que também se originou na Universidade de Michigan.
Jeff Masters, doutorado em meteorologia na Universidade de Michigan trabalhando sob a direção do professor Perry Samson, escreveu uma interface Telnet baseada em menu em 1991 que exibia informações meteorológicas em tempo real em todo o mundo. Em 1993, eles recrutaram Alan Steremberg e iniciaram um projeto para trazer o clima da Internet para as salas de aula do ensino fundamental e médio. O presidente da Weather Underground, Alan Steremberg, escreveu "Blue Skies" para o projeto, um cliente gráfico do Mac Gopher, que ganhou vários prêmios. Quando o navegador da Web Mosaic apareceu, isso proporcionou uma transição natural de "Blue Skies" para a web.
Em 1995, a Weather Underground Inc. tornou-se uma entidade comercial separada da universidade. Ela cresceu para fornecer previsão do tempo para fontes impressas, além de sua presença online. Em 2005, Weather Underground tornou-se o provedor de meteorologia para a Associated Press ; Weather Underground também fornece relatórios meteorológicos para alguns jornais, incluindo o San Francisco Chronicle e o mecanismo de busca Google. Alan Steremberg também trabalhou no desenvolvimento inicial do motor de busca Google com Larry Page e Sergey Brin.
Em outubro de 2008, Jeff Masters relatou que o site era o número 2 em informações meteorológicas na Internet em 2008.
Em fevereiro de 2010, Weather Underground lançou FullScreenWeather.com, uma ferramenta meteorológica da Web em tela cheia com mapeamento integrado e uso de dispositivo móvel em mente.
Em 2 de julho de 2012, o The Weather Channel anunciou que iria adquirir a Weather Underground, que passaria a ser operada como parte da The Weather Channel Companies, LLC, que mais tarde foi renomeada como "The Weather Company". O site Weather Underground continua a operar como uma entidade separada do site principal do The Weather Channel, weather.com, com a sua equipa existente mantida. Os provedores de análise da Web terceirizados Alexa e SimilarWeb classificaram o site como o 117º e 98º site mais visitado nos Estados Unidos, respectivamente, em julho de 2015. SimilarWeb classifica o site como o segundo site de meteorologia mais visitado globalmente, atraindo mais de 47 milhões de visitantes por mês. The Weather Company também usa a sede do local em São Francisco como um escritório regional.
A popularidade do site também ajudou a lançar um programa de televisão apresentado pelo meteorologista Mike Bettes, que vai ao ar no The Weather Channel de 5 da tarde às 8 PM ET, exceto durante a cobertura de tempestades; Nesse caso, o show é estendido para 9 pm ou 10 PM.
Em 28 de outubro de 2015, Jeff Masters observou que a IBM havia anunciado oficialmente um acordo para adquirir as propriedades da Web business-to-business , móveis e baseadas em nuvem da The Weather Company, incluindo Weather Underground, WSI, weather.com e também a Weather Company marca. O serviço de televisão Weather Channel permaneceu uma entidade separada, mais tarde vendida para Entertainment Studios em 2018. O negócio foi finalizado em 29 de janeiro de 2016.
Em 3 de outubro de 2019, Jeff Masters anunciou que deixaria o Weather Underground.

## Blogs
Web logs ( blogs ) eram uma das principais funcionalidades do Weather Underground, permitindo aos usuários do site criar blogs sobre o clima, a vida cotidiana e qualquer outra coisa. Jeff Masters começou o primeiro blog em 14 de abril de 2005, e ele posta entradas de blog quase todos os dias. De 2007 até o início de 2017, Richard B. Rood escreveu blogs sobre mudança climática e resposta da sociedade, com novas entradas semanais.
Em 14 de outubro de 2016, o Wunderblog anunciou que mudaria o seu nome para Categoria 6, um nome sugerido por Jeff Masters. Eles decidiram o nome, porque "alude ao nosso profundo fascínio por todos os tipos de clima e extremos climáticos, incluindo as muitas facetas importantes de nosso clima em mudança", e "fornecerá todos as dicas e análises de especialistas necessários para colocar os eventos extremos do nosso clima em evolução do século XXI em contexto. "
Em 3 de abril de 2017, o Weather Underground encerrou todos os blogs de membros, WUMail, alertas de SMS, retransmissão do NOAA Weather Radio e Aviação.

## Serviços
Weather Underground também usa observações de membros com estações meteorológicas pessoais automatizadas (PWS). Weather Underground usa observações de mais de 250.000 estações meteorológicas pessoais em todo o mundo.
O WunderMap do Weather Underground sobrepõe dados meteorológicos de estações meteorológicas pessoais e estações NWS oficiais em uma base Mapbox Map e fornece muitas camadas interativas e dinamicamente atualizadas de clima e ambiente. Em 15 de novembro de 2017, os usuários foram notificados por e-mail de que as suas câmeras meteorológicas fornecidas pelo usuário em todo o mundo deixariam de estar disponíveis em 15 de dezembro de 2017. No entanto, em 11 de dezembro de 2017, os usuários receberam outro e-mail da Weather Underground anunciando que estavam revertendo a sua posição e não iriam descontinuar o serviço com base no feedback significativo dos usuários.
O serviço distribuía previamente feeds de rádio na Internet das estações da NOAA Weather Radio de todo o país, fornecidas pelos usuários, e tinha uma página Weather Underground em Braille.
A Associated Press usa Weather Underground para fornecer resumos meteorológicos nacionais.
Weather Underground tem várias extensões do Google Chrome e aplicativos para iPhone, iPad e Android incluindo FullScreenWeather.com, um redirecionamento para um visualizador do tempo em tela cheia vinculado ao OpenStreetMap. Havia um aplicativo desenvolvido para dispositivos Roku, que foi excluído.
Em fevereiro de 2015, o Weather Underground lançou um aplicativo iOS chamado Storm. Este aplicativo é universal e pode ser usado no iPhone e no iPad. Outros aplicativos da Weather Underground incluem WunderStation para iPad e WunderMap para iOS e Android. Em 2017, o Weather Underground removeu o suporte para "Storm", em favor do aplicativo "Storm Radar" lançado pelo The Weather Channel Interactive em junho de 2017.
Em 31 de dezembro de 2018, o Weather Underground deixou de oferecer sua popular interface de programação de aplicativos (API) para dados meteorológicos, reduzindo ainda mais a amplitude de seus serviços.
Em 10 de setembro de 2019, a Weather Underground anunciou a descontinuação de seu Programa de previsão de e-mail a partir de 1º de outubro de 2019, continuando a redução nos serviços mencionada acima.